# Contea di Qingyuan
La contea di Qingyuan (庆元县S, Qìngyuán XiànP) è una contea della Cina, situata nella provincia dello Zhejiang.